# Black Dahlia (videogioco)
Black Dahlia è un'avventura grafica pubblicata esclusivamente per PC nel 1998 da Take Two Interactive. La vicenda è ispirata alla vicenda del macellaio di Cleveland e all'assassinio di Elizabeth Short, avvenuto a Los Angeles nel 1947, e il giocatore deve indagare aggirandosi nell'ambiente del misticismo nazista.
Il gioco vede la presenza dei due attori statunitensi Dennis Hopper e Teri Garr.

## Trama
Mentre l'America deve sostenere il peso della seconda guerra mondiale, un perverso serial killer si aggira nel cuore della zona industriale della nazione.
Conosciuto come "Torso Killer", questo scaltro psicopatico è solito smembrare ritualmente le sue vittime con precisione agghiacciante. È possibile che questi brutali omicidi non costituiscano altro che un filo in una più vasta e antica trama di intrighi soprannaturali? Il neo agente del COI (Office of the Coordinator of Information, un'organizzazione segreta all'interno della CIA) Jim Pearson riceve l'incarico di indagare su un imprenditore di origine tedesca, contattato dalla società Thule, e, nel suo percorso incontrerà spesso Winslow, un altro agente dall'aspetto azzimato. Pearson, dopo avere collegato la Società Thule con l'assassinio di Elizabeth Short, troverà documenti scritti in gaelico, reperiti dal suo predecessore, che lo mettono a conoscenza dell'esistenza di una misteriosa gemma, la "dalia nera", che sembrerebbe dotata di grandi poteri.
Dalle strade di una Cleveland a un'Europa dilaniata dalla guerra, fino a una Los Angeles in fermento per la vittoria, Black Dahlia conduce il giocatore attraverso un misterioso paesaggio di morte, inganno e destino occulto, per dipanare un mistero le cui origini si perdono nella notte dei tempi. 